# Bonzai
Bonzai war ein österreichisches Fernsehmagazin, das von 2005 bis 2009 alle zwei Wochen erschien.
Das ca. 20-minütige Magazin wurde von Studenten des Studiengangs „Digitales Fernsehen – DTV“ der Fachhochschule Salzburg produziert und war am 5. Mai 2005 zum ersten Mal on air.
Es wurde ausschließlich von Studenten erarbeitet. Alle Positionen – von der Redaktion bis zum Regisseur – wurden von Studenten besetzt.
Es standen ihnen Daniel Hammer, Regisseur bei KiKA, sowie die Redakteurin Burgl Czeitschner, bekannt durch Sendungen wie X-Large (ein Jugendmagazin des ORF in den 1980er-Jahren) oder Confetti-TV (Kinderprogramm des ORF), beratend zur Seite.
Die Beiträge wurden zumeist in der Freizeit der Studenten produziert, das benötigte Audio- und Videomaterial wurde vom Verleih der Fachhochschule zur Verfügung gestellt.
Die Studioaufzeichnung fand alle zwei Wochen unter der Aufsicht von Daniel Hammer im hauseigenen Fernsehstudio statt.
Die Studenten hatten mit dieser Sendung die Möglichkeit, gelernte Inhalte sofort in die Praxis umzusetzen sowie zu lernen, sich in der freien Marktwirtschaft zu behaupten, was zu einem wichtigen Bestandteil des Konzepts der Fachhochschulen gehört.
Jede Sendung wurde an zwei Wochentagen in Rotation auf Salzburg TV und damit europaweit via Satellit ausgestrahlt.
Ab März 2007 wurde das Magazin im Rahmen des DVB-H-Feldversuchs "mobile tv austria" (digitales terrestrisches Fernsehen auf mobilen Endgeräten), welcher gemeinsam von ORF, mobilkom austria, Hutchison Drei Austria, Siemens Österreich, ORS (Österreichische Rundfunksender GmbH) und der Fachhochschule Salzburg zur Zeit durchgeführt wird – in verkürzter Form – auch auf ORF.mobile im Raum Wien ausgestrahlt.
Zusätzlich bestand die Möglichkeit, sämtliche Sendungen per Stream über die ebenfalls von den Studenten selbst programmierte Website anzusehen.
Das FH-Fernsehmagazin Bonzai wurde im Oktober 2008 einem kompletten Relaunch unterzogen und präsentierte sich seither mit neuem Design.
Moderiert wurde Bonzai nach einem landesweiten Casting 2008 von den beiden Welle-1-Moderatoren Eva Maria Reiter und Manuel Waldner.
Im Oktober 2009 wurde das Format eingestellt.